# حزقيال خوسيه غوتيريز
حزقيال خوسيه غوتيريز (بالإسبانية: Juan José Gutiérrez Mayorga)‏ هو كبير الإداريين التنفيذيين غواتيمالي، ولد في 1958 في غواتيمالا في غواتيمالا.